# ATP Cleveland 1980
L'ATP Cleveland 1980 è stato un torneo di tennis giocato sul cemento. È stata la 3ª edizione dell'ATP Cleveland, che fa parte del Volvo Grand Prix 1980. Si è giocato a Cleveland negli USA, dall'11 al 17 agosto 1980.

## Campioni

### Singolare
Gene Mayer ha battuto in finale  Victor Amaya con il punteggio di 6–2, 6–1

### Doppio
Victor Amaya /  Gene Mayer hanno battuto in finale  Fred McNair /  Sashi Menon con il punteggio di 6–4, 6–2